# How to Rock
How to Rock es una serie de televisión original de Nickelodeon. Está protagonizada por Cymphonique Miller como Kacey Simon. La serie está basada en el libro de 2011 How to Rock Braces and Glasses de Meg Haston publicado por Little, Brown Books for Young Readers y Alloy Entertainment. La serie fue elegida oficialmente el 23 de mayo de 2011 (con un orden de 20 episodios, más tarde aumentó a 26) y la producción comenzó en agosto de 2011. Se trata de la primera serie de televisión, que será producida por Alloy Entertainment. La promoción se estrenó con Merry Christmas, Drake & Josh el 10 de diciembre de 2011. La serie se estrenó el 4 de febrero de 2012, que atrajo a 3.3 millones de espectadores.

## Premisa
La serie se centra en Kacey Simon (Cymphonique Miller), una chica popular que fue una vez mala, y cuyo estatus baja después de que ella brevemente debe usar frenos y gafas. Ignorada por sus compañeras de chicas malas, Kacey encuentra una nueva forma de expresarse a través de la música al convertirse en la cantante de la banda de pop/hip-hop Gravity 4 con Stevie (Lulu Antariksa), Zander (Max Schneider), Nelson (Noah Crawford), y Kevin (Chris O'Neal). El éxito de la banda, que ahora se llama Gravity 5 , comienza una rivalidad con el exgrupo de Kacey, The Perfs, una banda rival con sus antiguas amigas, y ahora archirrivales Molly (Samantha Boscarino) y Grace (Halston Sage). Fue cancelada luego de sólo una temporada.

## Personajes
- Cymphonique Miller  como Kacey Simon.
- Samantha Boscarino  como Molly Garfunkel.
- Max Schneider  como Zander Robbins.
- Lulu Antariksa  como Stevie Baskara.
- Halston Sage como Grace King.
- Noah Crawford como Nelson Baxter.
- Chris O'Neal como Kevin Reed.

## Episodios
| Temporada | Temporada | Episodios | USA                  | USA                    | Latinoamérica       | Latinoamérica       |
| Temporada | Temporada | Episodios | Comienzo             | Final                  | Comienzo            | Final               |
| --------- | --------- | --------- | -------------------- | ---------------------- | ------------------- | ------------------- |
|           | 1         | 26        | 4 de febrero de 2012 | 8 de diciembre de 2012 | 13 de enero de 2014 | 20 de marzo de 2014 |

## Canciones que aparecen en cada episodio
- "Only You Can Be You" - Gravity 5 (How to Rock Braces and Glasses; How to Rock Camping)
- "Rules for Being Popular" - The Perfs (How to Rock Braces and Glasses; How to Rock a Music Video; How to Rock a Lunch Table; How to Rock Cee Lo; How to Rock a Yearbook)
- "I'll Be There" - Kacey Simon (How to Rock Braces and Glasses)
- "Go With Gravity" - Gravity 5 (How to Rock a Messy Bet; How to Rock a Lunch Table)
- "Hey Now" - Gravity 5 (How to Rock a Guest List)
- "Good Life" - Gravity 5 (How to Rock a Music Video)
- "Music Sounds Better With U" - Big Time Rush (How to Rock an Election)
- "Today's School News/You Want News, Babe" - Gravity 5 (How to Rock a Newscast)
- "Move With the Crowd" - Gravity 5 (How to Rock a Secret Agent; How to Rock an Election; How to Rock a Love Song)
- "Last 1 Standing" - Gravity 5 (How to Rock a Birthday Party; How to Rock a Part-Time Job)
- "War on the Dance Floor" - Kacey Simon (How to Rock Halloween)
- "How You Do It" - Gravity 5 (How to Rock a Basketball Team)
- "Lady" - Max Schneider (How to Rock a Love Song)
- "All About Tonight" - Kacey Simon (How to Rock Cee Lo)
- "Crazy" - Kacey and Cee Lo (How to Rock Cee Lo)
- "Rock with Me" - Gravity 5 (How to Rock a Singing Telegram)
- "Just Do Me" - Gravity 5 (How to Rock a Yearbook; How to Rock a Good Deed)
- "Me, Myself and I" - Gravity 5, The Perfs and Trey Grant (How to Rock a High School Sensation)

## Premios y nominaciones
| Año  | Premiación          | Categoría                                                                       | Nominado     | Resultado |
| ---- | ------------------- | ------------------------------------------------------------------------------- | ------------ | --------- |
| 2013 | Young Artist Awards | Mejor Actuación en Una Serie de TV - Actriz Joven Invitada, de Menos de 10 Años | Melody Angel | Nominada  |